# 하이재킹 (2012년 영화)
《하이재킹》(덴마크어: Kapringen)은 2012년 공개된 덴마크의 스릴러 영화이다.

## 출연

### 주연
- 요한 필립 애스백
- 소렌 맬링
- 다 살림
- 올레 두폰트

### 조연
- 로랜드 몰러

## 기타
- 프로듀서: 르네 에즈라
- 프로듀서: 토마스 라두르
- 라인프로듀서: 매즈-브릿 폴맨 Maj-Britt Paulmann
- 조감독: 소렌 그로 Anders Barlebo
- 미술: 토머스 그리브
- 배역: 그로 데프 Gro Therp

## 같이 보기
- 생존 영화